# Misgurnus anguillicaudatus
Cá chạch bùn hay Cá dojo (tiếng Nhật: ドジョウ dojō?; Danh pháp khoa học: Misgurnus anguillicaudatus) là một loài cá nước ngọt trong họ Cobitidae có nguồn gốc từ Đông Nam Á và được phổ biến như là một cá cảnh được du nhập tới những nơi khác ở châu Á và châu Âu và Bắc Mỹ. Đây là loài cá có giá trị kinh tế.
Hiện nay loài cá chạch với đặc tính có xương mềm này có nhiều tên gọi khác nhau như là cá chạch sụn hoặc cá chạch bùn, cá chạch đồng hay còn gọi là cá chạch quế và có khi còn gọi là cá chạch sụn Đài Loan, có thông tin cho là cá chạch bùn còn gọi là cá chạch quế nhưng cũng có thông tin cho là cá chạch bùn và cá chạch quế có hình dáng và cấu tạo xương khác nhau.

## Đặc điểm
Cá nổi bật trong một loạt các màu sắc, như màu hồng, cam, xám và nhiều dạng khác, chúng có bề ngoài mảnh mai và giống lươn, chúng có thể thay đổi màu sắc từ màu vàng sang màu xanh lá cây ô liu, màu nâu thông thường hoặc xám với mặt dưới nhạt hơn.
Miệng chúng được bao quanh bởi ba bộ râu, nó sử dụng chúng để sàng lọc thông qua bùn hoặc sỏi để tìm thức ăn. Nó cũng sử dụng chúng để đào dưới lớp sỏi và cát để ẩn giấu bản thân. Chúng có thể phát triển lên đến 12 inch (30,5 cm) dài. Cá chạch bùn có thịt thơm ngon, xương mềm. Cá chạch bùn mình dẹp, khi nấu chín xương mềm, còn cá chạch quế thịt cũng rất thơm ngon nhưng mình hơi tròn và xương cứng.

## Tập tính
Chúng có thể tồn tại trong một môi trường khô hạn trong thời gian ngắn bằng cách tạo các chất nhầy bao quanh mình. Chúng là những con cá rất khoẻ mạnh có thể sống trong chất lượng kém. Chạch bùn có thể sống ở sông, hồ, ao và ruộng lúa, nơi có đáy bùn và nước chảy nhẹ. Chúng là những kẻ ăn xác thối dưới đáy, ăn chủ yếu vào nguyên liệu hữu cơ như tảo. Đây cũng la loài ăn tạp và cũng có thể ăn sâu tubifex và các sinh vật thủy sinh khác.
Trong thiên nhiên, cá chạch bùn lúc nhỏ ăn giun và ấu trùng trong đất là chính, sau đó chuyển dần sang ăn tạp. Đến giai đoạn trưởng thành, thức ăn chủ yếu của chúng là thực vật như tảo, thân lá cây, cỏ non. Đối với cá nuôi, người ta sử dụng nhiều thức ăn khác nhau, từ thức ăn chế biến đến thức ăn công nghiệp. Khi cá có chiều dài trên 5 cm, người ta thường cho ăn thức ăn dạng viên nổi, độ đạm dao động từ 38-40%. Cá chạch bùn thường sinh sản từ tháng 4 đến tháng 10, tỷ lệ sinh sản cao nhất từ tháng thứ 6 - 8.

## Ngư nghiệp

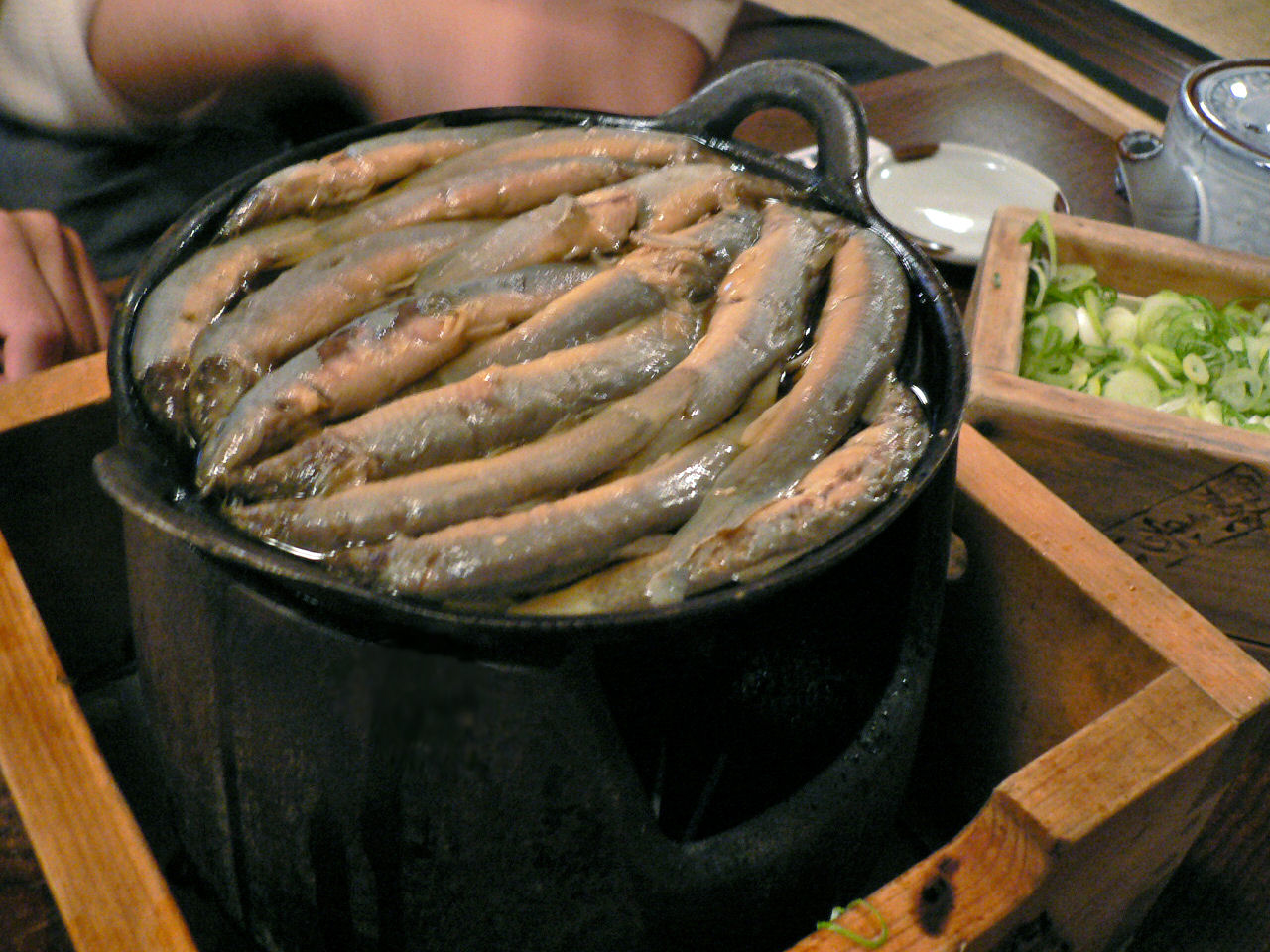
Một món ăn cá chạch bùn

Ở Việt Nam, cá có nguồn gốc từ Đài Loan được đưa về Việt Nam nhân giống, tuy mới nuôi thử nghiệm vài năm nhưng kết quả khả quan. Cá chạch bùn không những dễ nuôi mà còn phát triển nhanh. Cá chạch bùn tuy tỷ lệ hao hụt hơi cao, nhưng dễ nuôi, mau lớn, hồ nuôi chỉ cần nước sạch, thông thoáng, không đòi hỏi phải có cánh quạt nước nên đỡ tốn kém. Muốn cho cá mau lớn và đạt năng suất cao, bể nuôi và ao nuôi cần được thay nước sạch thường xuyên.
Thời gian nuôi từ lúc mới thả đến lúc thu hoạch mất 3 tháng rưỡi. Kích thước bình quân của một con cá trưởng thành là 15 cm, dài nhất 28 cm (25 - 30 con/kg). Cá chạch bùn khi chuyển đi xa, người ta có thể ướp nước đá cho cá ngủ đông trong khoảng 5 tiếng đồng hồ. Sau đó thả cá vào nước ngọt, cá sẽ sống lại nên rất thuận tiện cho việc chuyên chở.

## Ăn sống
Người Nhật rất thích thú với các món hải sản tươi sống. Trong số đó có món lươn bất chấp đặc điểm nhầy nhụa, nhớp nháp từ chúng. Người ta chọn loại lươn bé, thêm giấm, một chút rượu sake xung quanh cho ngấm thịt rồi nhai sống, nuốt gọn. Món lươn sống cũng là một trong những món khiến nhiều cảm thấy kinh sợ. Món này được chế biến bằng cách hòa giấm, rượu sake và đổ vào các lươn vẫn còn ngoe nguẩy. Người ta ăn món này bằng cách trực tiếp đưa từng con lươn lên miệng và nuốt sống. Loại lươn thường được dùng cho món này là lươn nhỏ, mới đánh mắt và phải thật tươi sống.